# Støðlafjall
Støðlafjall è una montagna alta 517 metri sul mare situata sull'isola di Eysturoy, nell'arcipelago delle Isole Fær Øer, in Danimarca.